# زاریا (شهرستان داولکانوفسکی، باشقیرستان)
زاریا (انگلیسی: Zarya, Davlekanovsky District, Republic of Bashkortostan) یک شهرک در شهرستان داولکانوفسکی در استان باشقیرستان کشور روسیه است.